# Tricentrus elegans
Tricentrus elegans är en insektsart som beskrevs av Ananthasubramanian 1980. Tricentrus elegans ingår i släktet Tricentrus och familjen hornstritar. Inga underarter finns listade i Catalogue of Life.